# Христупольская епархия
Христупольская епархия (греч. Επισκοπή Χριστουπόλεως) — одна из древнейших епархий Константинопольской православной церкви, существовавшая на территории Византийской империи с центром в городе Христуполисе (ныне Бирги, Турция).

## История
Епархия была учреждена в 451 году в составе Эфесской митрополии и просуществовала до XII века. С XX века титул используется для викарных и титулярных архиереев Константинопольского патриархата.

## Епископы
- Тарасий (Василиу) (30 января 1867 — 19 февраля 1877)
- Кирилл (27 октября 1877 — 23 март 1899)
- Иоаким (Георгиадис) (1 декабря 1902 — 27 января 1907)
- Иаков (Николау-Гингилас) (16 марта 1908 — 15 февраля 1911)
- Амвросий (Николаидис)	(5 июня 1911 — 16 июля 1914)
- Василий (Комвопулос) (19 августа 1914 — 2 декабря 1916)
- Мелетий (Лукакис) (25 апреля 1926 — 21 июля 1946)
- Амвросий (Николау)[болг.] (4 марта 1956 — 22 сентября 1958)
- Иаков (Вирвос) (10 декабря 1963 — 17 декабря 1976)
- Анфим (Драконакис) (17 апреля 1977 — 15 марта 1979)
- Михаил (Стаикос) (12 января 1986 — 5 ноября 1991)
- Петр (Дактилидис) (27 января 1995 — 26 декабря 2012)
- Макарий (Гриниезакис) (16 мая 2015 — 9 мая 2019)
- Эммануил (Сфиаткос) (с 11 июля 2020)